# Serra de Ventalló
La Serra de Ventalló és una serra situada al municipi de Ventalló a la comarca de l'Alt Empordà, amb una elevació màxima de 167 metres.